# Nielles-lès-Thérouanne
Nielles-lès-Thérouanne is een dorp in de Franse gemeente Thérouanne in het departement Pas-de-Calais. Nielles ligt een kilometer ten zuidwesten van het dorpscentrum van Thérouanne aan de Leie.

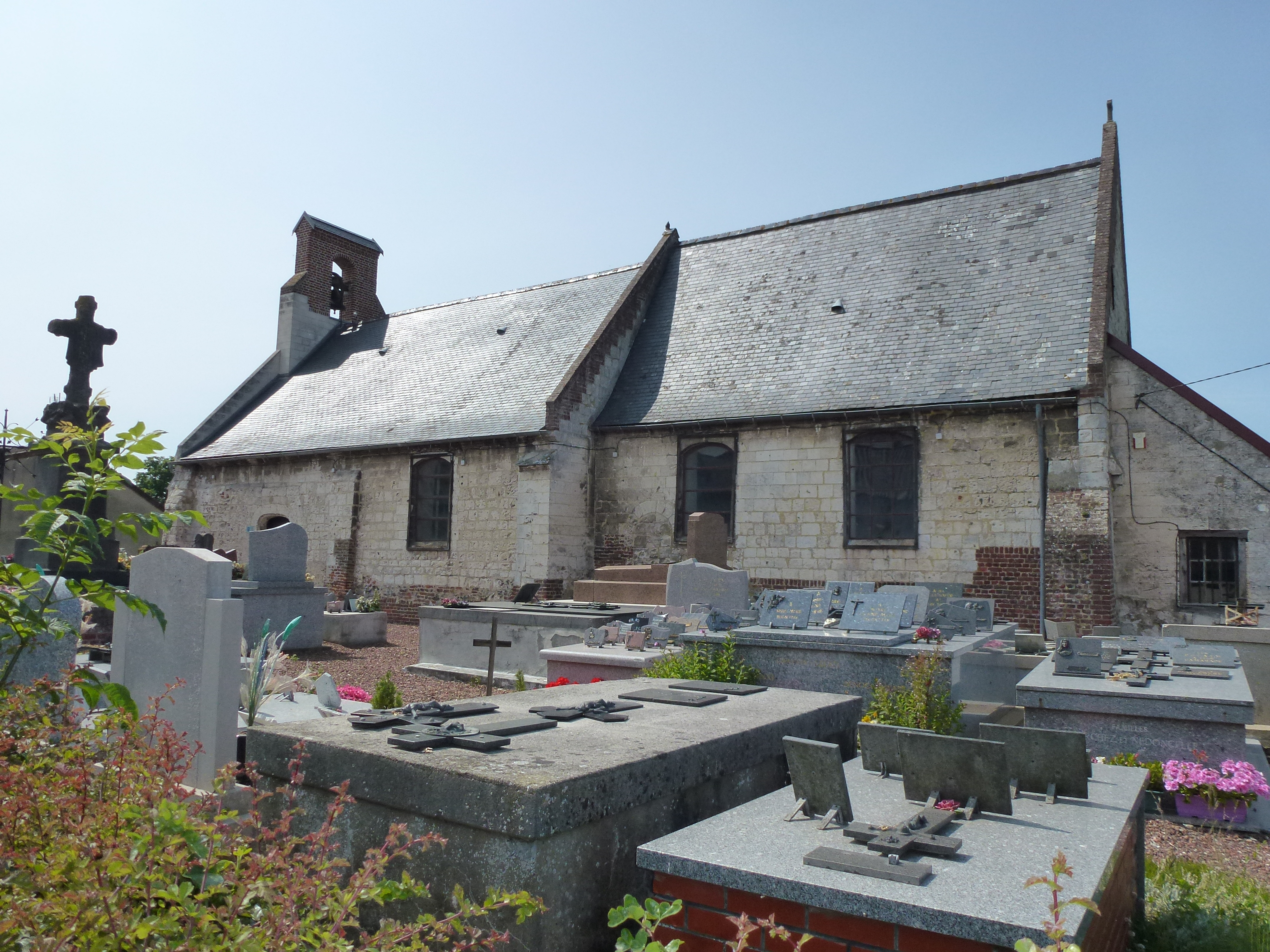
Chapelle Saint-Martin

## Geschiedenis
Een oude vermelding van de plaats dateert uit de 12de eeuw als Nelles, Neiles en Nieles. De plaats ontsnapte aan de verwoesting van de bisschopsstad Terwaan in 1553. De kerk van Nielles was een hulpkerk van die van Delettes.
Op het eind van het ancien régime werd Nielles-lès-Thérouanne een gemeente. In 1822 werd de gemeente (148 inwoners in 1821) al opgeheven en aangehecht bij de gemeente Thérouanne (570 inwoners in 1821).

## Bezienswaardigheden
- De Sint-Maartenskapel (Chapelle Saint-Martin). De klok uit 1571 werd in 1911 geklasseerd als monument historique. Twee 16de-eeuwse beelden van de verrezen Jezus, die zouden afkomstig zijn uit de vroegere kathedraal van Terwaan, werden in 1982 als monument historique geklasseerd.